# Viaduc de Toupin
Pour les articles homonymes, voir Toupin.
Le viaduc de Toupin a été construit de 1902 à 1904 par Louis Harel de la Noë pour les chemins de fer  des Côtes-du-Nord, dans la ville de Saint-Brieuc. Il fut utilisé par la ligne Saint-Brieuc - Moncontour jusqu'à sa fermeture. Il est désormais utilisé en pont-route.

## Caractéristiques
Le viaduc est long de 179 m et son tablier atteint une hauteur de 35 m. Les piles sont rehaussées de pilettes de 7 m de hauteur, réalisées en béton armé.

## Restaurations

### Travaux de 1967
En 1967, le département a mis en œuvre un corset de béton armé qui a enlaidi l'ouvrage. Ce corset s'est également fissuré. Ce sont les mêmes défauts qui ont conduit à la destruction du viaduc de Souzain en 1995.

### Travaux de 2013
En novembre 2013 sont lancés des travaux de confortement. D'une durée de 18 mois, ils doivent assurer durablement la circulation piétonne et automobile sur le viaduc entre le quartier de l’Europe et le centre-ville, procurant la sécurité des usagers et la préservation du patrimoine. 
Les travaux ont intéressé toute la structure, aussi bien les arcs que les piles. Les pièces abîmées des parties maçonnées et métalliques ont été réparées ou changées ; le béton, armé ou non, a été recouvert d'un enduit imperméabilisant et les parties métalliques repeintes d'un gris vert, couleur du pont à l'origine. Sur le tablier, la chaussée a été retirée et une couche d'imperméabilité a été réalisée avant les travaux de réfection de la voirie. Les encorbellements ont été réparés, les garde-corps enlevés et restitués à l'identique, avec l'ajout d'une lisse métallique afin de respecter les normes de sécurité. Le trottoir a été élargi de 0,90 à 1,20 mètre pour une meilleure circulation des piétons, laissant 5,10 mètres aux voitures sur deux voies ; une bordure haute délimite la chaussée, afin d'éviter toute sortie de route et protéger les encorbellements. 
Depuis ces travaux, la circulation est limitée à 30 km/h et interdite aux poids lourds.

## Protection
En janvier 2013, le dossier de demande d'inscription du viaduc en tant que monument historique est transmis au préfet de région par le ministère de la Culture. Le viaduc est inscrit depuis le 3 mars 2014,.

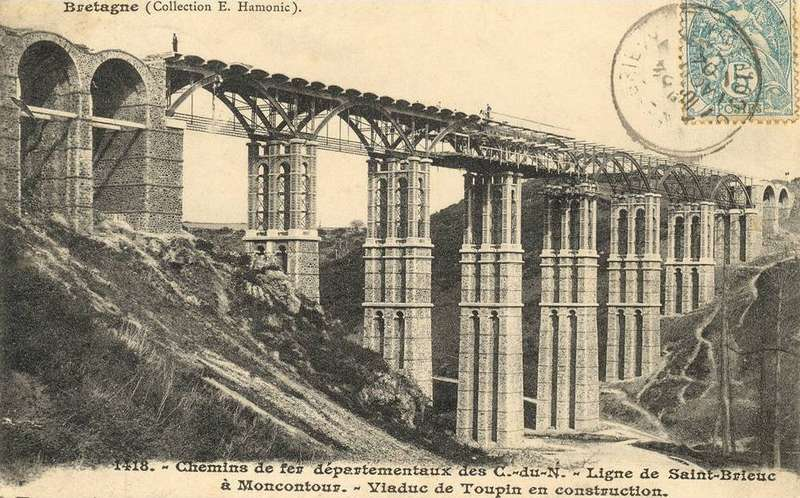
Construction du viaduc de Toupin, en 1904.
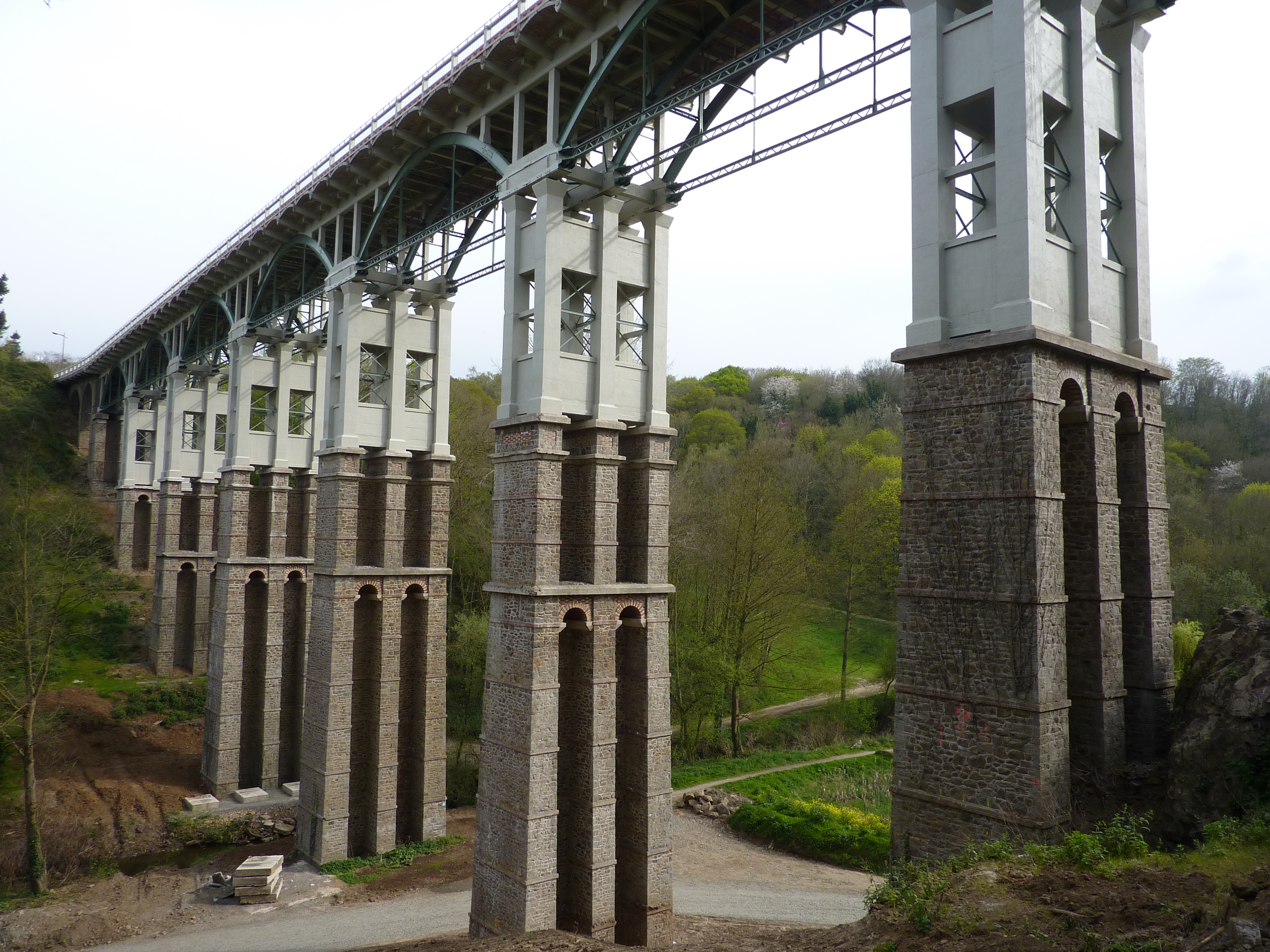
Le viaduc restauré, vu en 2015.
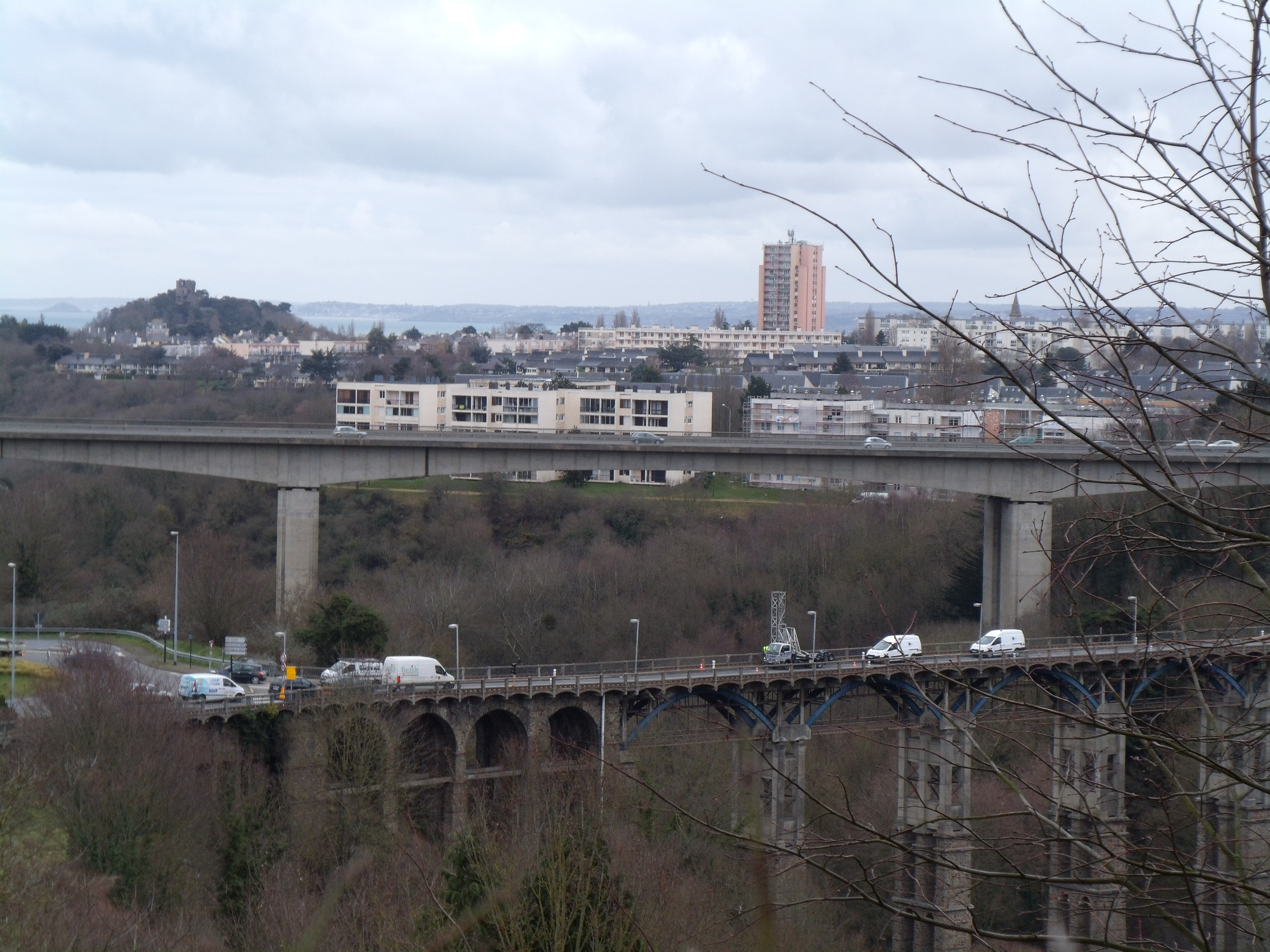
Paysage des viaducs du Gouédic et de Toupin.